# Moulin à eau de Saint-Cirq-Lapopie
Le Moulin à eau de Saint-Cirq-Lapopie est un bâtiment situé à Saint-Cirq-Lapopie, en France.

## Localisation
Le moulin est situé dans le département français du Lot.

## Historique
L'existence du moulin est attestée depuis 1317. Sobirana de Gourdon arrente alors le moulin dit de Lona au meunier Bertrand Reyné.
Le moulin a dû être reconstruit après la guerre de Cent Ans car le moulin a conservé d'importants vestiges du XVe siècle dans la chambre à eau et la chambre supérieure. Les coseigneurs de Saint-Cirq, Raimond de Saint-Cirq et Raimond de Cardaillac, baillent en 1474 les bâtiments à Bertrand Delport, meunier, contre une rente annuelle.
Jean Fournier, chirurgien à Cénevières, le bâtiment est en ruines en 1727. Avant de remettre en exploitation le moulin, il a dû être restauré. L'étage d'habitation a été reconstruit.
Une écluse a été accolée contre le moulin au XIXe siècle.
En 1927, trois paires de meules fonctionnent et une quatrième fait tourner une fabrique de robinets en bois, près du moulin. Une paire de meules a été remplacée en 1927 par un engrenage avec renvoi d'angle pour actionner, à l'étage, un broyeur Lafon et un convertisseur double Bulher. Le moulin est transformé en minoterie hydraulique en 1956.
L'exploitation du moulin a été abandonnée en 1966. Il a été transformé en maison d'habitation. Une paire de meules a été restaurée en 1999 pour faire des démonstrations de mouture.
L'édifice est inscrit au titre des monuments historiques le 17 septembre 1973.